# Lori's (vogel)
Lori's (Loriinae) zijn kleine, felgekleurde papegaaien, een onderfamilie van de familie "echte" papegaaien. Ze worden ook wel opgevat als een familie of een tribus. Lori's komen voor in Australazië en Oceanië.

## Beschrijving
Lori's hebben een gespecialiseerde tong, dat wil zeggen er zit aan het uiteinde van de tong een borstelvormig topje waarmee ze nectar en zacht fruit kunnen bemachtigen. Er zijn 5000 plantensoorten bekend waarbij de lori's de nectar en stuifmeel kunnen oplikken. Andere gemeenschappelijk kenmerken zijn de spits toelopende staart en vleugels. Daarmee kunnen ze goed vliegen en zijn ze zeer wendbaar. Verder zijn het zeer actieve, clowneske vogels, zowel in het wild als in gevangenschap.

## Indeling
Volgens de traditionele indeling vormen de lori's een onderfamilie of een familie. Gebruikelijk is ook om de geslachten die samen de lori's vormen op de vatten als een tribus of een onderfamilie. In ieder geval vormen ze een groep van nauw verwante geslachten. Over deze indeling is geen consensus. De alfabetisch geordende lijst hieronder is gebaseerd op DNA-onderzoek dat in 2020 is gepubliceerd.
Subfamilie Loriinae
- Tribus Loriini
  - Geslacht Chalcopsitta (3 soorten)
  - Geslacht Charminetta (1 soort: Wilhelmina's lori)
  - Geslacht Charmosyna (3 soorten)
  - Geslacht Charmosynoides (1 soort: hertoginnenlori)
  - Geslacht Charmosynopsis (2 soorten)
  - Geslacht Eos (6 soorten)
  - Geslacht Glossopsitta (1 soort: muskusparkiet)
  - Geslacht Glossoptilus (1 soort: viooltjeslori)
  - Geslacht Hypocharmosyna (2 soorten)
  - Geslacht Lorius (6 soorten)
  - Geslacht Neopsittacus (2 soorten)
  - Geslacht Oreopsittacus (1 soort: berglori)
  - Geslacht Parvipsitta (2 soorten)
  - Geslacht Pseudeos (2 soorten)
  - Geslacht Psitteuteles (1 soort: veelkleurige lori)
  - Geslacht Saudareos (5 soorten)
  - Geslacht Synorhacma (1 soort: honinglori)
  - Geslacht Trichoglossus (10 soorten (regenboog)lori's)
  - Geslacht Vini (11 soorten)
- Tribus Melopsittacini
  - Geslacht Melopsittacus (1 soort: grasparkiet)
- Tribus Cyclopsittini
  - Geslacht Cyclopsitta (4 soorten vijgpapegaaien)
  - Geslacht Psittaculirostris (3 soorten vijgpapegaaien)